# 露易絲·馥萊雪
露易絲·弗萊徹（英語：Louise Fletcher，1934年7月22日—2022年9月23日），美國女演員，曾在心理喜劇片《飞越疯人院》飾演護士長拉契特，並憑其演出獲得第48屆奧斯卡最佳女主角獎。
2022年9月23日，經紀人表示，露易絲·弗萊徹在法國蒙迪羅斯（Montdurausse）的家中於睡夢中過世，家人都在身旁。死因並未公開。

## 演出
- 《飞越疯人院》（One Flew Over the Cuckoo's Nest）

## 外部連結
- 露易絲·馥萊雪在互联网电影资料库（IMDb）上的資料（英文）
- {{AllMovie name}} template missing ID and not present in Wikidata.
- TCM电影资料库上露易絲·馥萊雪的资料（英文）
- {{Rotten Tomatoes}}模板缺少标识符且维基数据中无相应数据。
- 阿爾法記憶上露易絲·佛萊徹 （页面存档备份，存于）的資料

1. ↑  「飛越杜鵑窩」露易絲佛萊徹88歲辭世 精湛演技奪奧斯卡影后 （页面存档备份，存于）,中央社，2022年9月24日